# 北迴線太魯閣號列車出軌事故
北迴線太魯閣號列車出軌事故，運安會官方稱0402臺鐵第408次車清水隧道重大鐵道事故，2021年4月2日上午9時28分45秒發生在台灣花蓮縣秀林鄉境內，為臺灣鐵路北迴線清水隧道北口的列車脫軌事故與工程安全事故。載有498人的臺鐵408次TEMU1000型太魯閣自強號在行經該隧道前，撞擊滑落邊坡侵入路線的工程車造成出軌，列車因慣性持續往前滑行撞進隧道內，車廂嚴重損毀，造成49人罹難和309人輕重傷，為臺鐵近60年最嚴重的意外事故。
臺鐵緊急動員機務搶修隊總共105人，並出動2列機務搶修列車，2部25噸吊車、挖土機2部，預計事故車輛拖離要5天、軌道修復1天，電車線及導電軌修復1天，最終耗時7天搶修完成。
本次事故引發各界對於鐵路安全的各項討論，包含是否在鐵路周圍新增各項避免或偵測民眾、異物入侵的圍籬及其它設施；以及死者是否多為站票者或站票超賣，抑或違規使用電子票證逕行上車者，仍有待釐清，2021年8月，運安會報告指此次事故49名罹難者中有30名為無座票乘客，事後台鐵檢討太魯閣號與普悠瑪號及甫引進尚在試車的EMU3000型於東部幹線是否發售無座票與如何發售之議題。此外，由於肇事工程車屬於台鐵的邊坡防護工程單位，以及發生時間與發生於2018年的普悠瑪號列車出軌事故，與在同年3月在蘇花公路發生，造成6人死亡的遊覽車旅行團車禍相隔不遠，也引發社會各界對於台鐵相關工程的工程安全問題、台鐵組織經營，以及東臺灣交通運輸等議題的高度關注。

## 背景
事故車輛太魯閣自強號列車是台灣鐵路管理局（以下簡稱台鐵、台鐵局）營運的特快列車，設計時速為150km/h，營運最高速度為130km/h，營運速度與一般PP自強號列車相同，惟過彎時可利用車體設計自動傾斜而不需大幅度降速，在迂迴彎道多的宜蘭線上行駛能節省可觀的時間，於2007年5月8日投入營運，採用台鐵TEMU1000型電聯車。該車次為實施台東民眾以火车票实名制優先購票之班次，事發當日於7時16分自樹林車站發車，預計9時39分抵達花蓮車站，11時10分抵達終點站台東車站，沿途停靠板橋、台北、松山、花蓮及玉里，為台北往台東最快速的列車。事故時值2021年清明連假首日，旅客多且有持站票者，據台鐵局當日當次列車座位資訊，當時段列車之座票及120張站票（不包含違規使用電子票證的旅客）皆已全數完售。
台鐵已事前告知當日全部工程暫停，因此台鐵方面對肇事工程車的出現表示懷疑，指正在連同國家運輸安全調查委員會（以下簡稱運安會）與檢察官展開調查。
過去台鐵考量新一代自強號普悠瑪號及太魯閣號，由於傾斜式列車車體設計可能影響站票旅客安全，因此曾規劃不發售站票，對此民主進步黨籍立法委員蘇巧慧、劉櫂豪和中國國民黨籍立委鄭天財等人曾爭取發售站票。直到2019年5月2日起，台鐵推出發售部分站票以紓解運量；每班次列車僅限量發售120張，與其他對號車站票發售張數相同，但讓隨車列車長進行查驗票較困難，並且極可能於運輸途中夾雜違規使用電子票證或持其他車票中途上車之短程旅客。

## 事故

### 改善計畫
中華民國行政院於2014年10月14日核定「鐵路行車安全改善六年計畫」， 由交通部轉臺鐵局執行計畫中之「建立邊坡滑動及土石流及強風預警系統計畫」，其中「邊坡全生命週期維護管理」為上述計畫之子計畫，分別委託中棪工程顧問股份有限公司（以下簡稱中棪工程）負責專案管理技術服務，聯合大地工程顧問股份有限公司（以下簡稱聯合大地）負責工程設計與監造技術服務。
在2016年10月，位於和仁隧道與清水隧道之間的路段，一顆目視長、寬、高約1.5到2公尺的巨石曾掉落在東西正線之間的空地上，一位不具名的台鐵員工當時拍下這張照片。從照片可以看出，這顆巨石只比貨車車頭略小，硬生生掉落在隧道口外，而當時「幸運地」沒有砸在軌道上。而在人工方式監控了長達兩年多之後，2019年3月，台鐵以「鐵路行車安全改善六年計畫」的經費招標，斥資1.27億元興建西正線的明隧道工程。

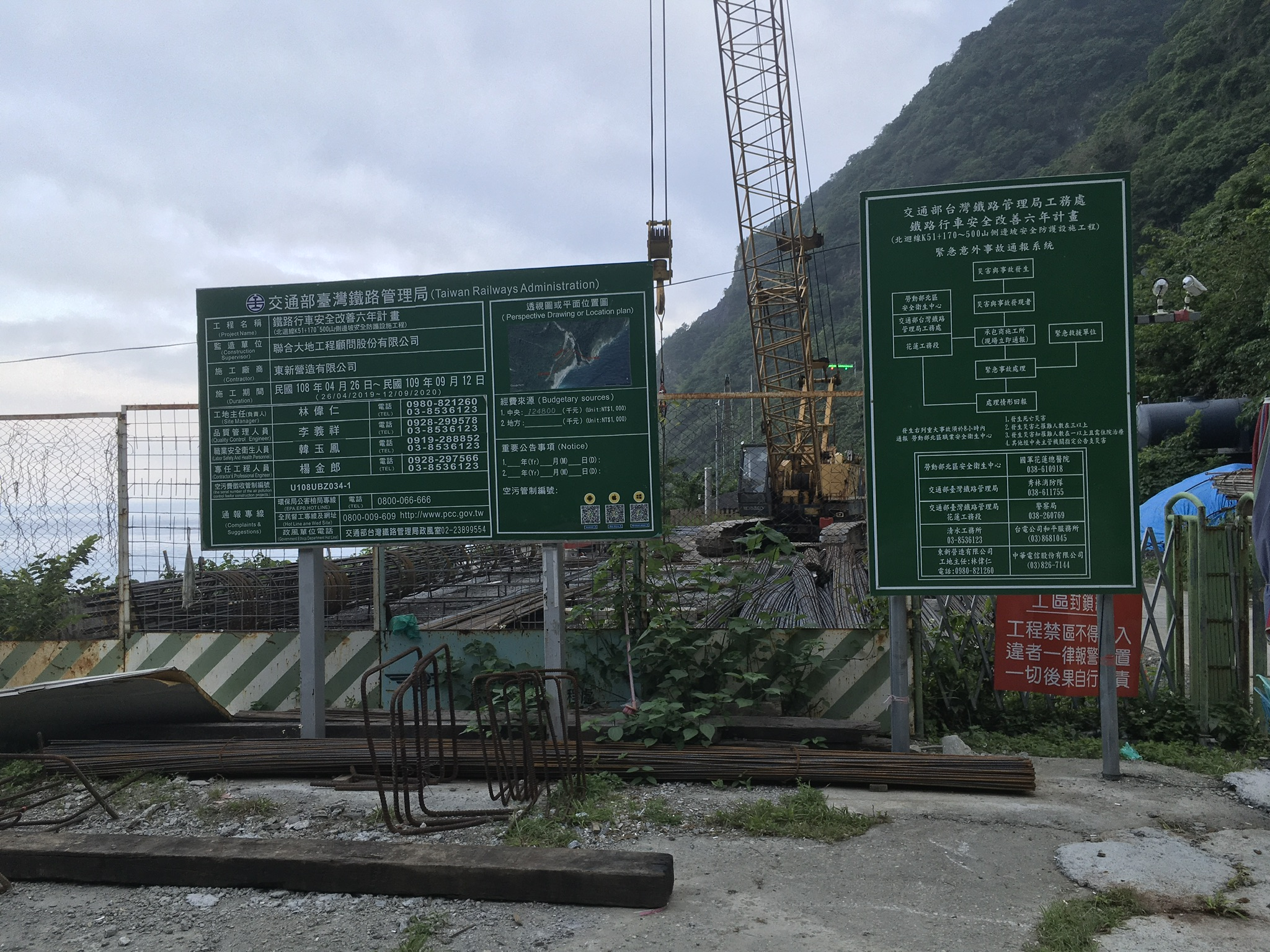
鐵路工程看板，李義祥為品管人員

| 主辦機關 | 交通部臺灣鐵路管理局花蓮工務段                                                                                |
| 監造單位 | 聯合大地工程顧問股份有限公司                                                                                  |
| 專案管理 | 中棪工程顧問股份有限公司                                                                                      |
| 施工廠商 | 東新營造有限公司                                                                                              |
| 協力廠商 | 鼎泰興預拌混凝土有限公司 東興鋼鐵廠股份有限公司 立弘工程行 義祥工業社（義程營造） 東翔工程行 廣霖鋼鐵有限公司 |
| 施工期間 | 2019年4月26日至2021年1月20日                                                                                  |
| 截至2021年3月底實際進度 99.30% 執行情形 新清水隧道明隧道斜撐施作 落後原因 施工變更 原因分析 斜撐部分原設計為日間施工，為符合鐵路行車安全，要求承包商改採夜間施工，惟施工時間由原本1日8小時， 縮短為1日4小時，已影響工程進度，相關後續方案已立案研討 | |

又事故地點山坡曾發生落石，為防止落石掉落於軌道上，臺鐵局除派員監視落石，另與東新營造有限公司（以下簡稱東新營造）簽訂工程契約，負責北迴線里程K51+170~K51+500間之「山側邊坡安全防護設施工程」，主要於西正線軌道上方建置長125.35公尺之鋼骨鋼筋混凝土明隧道，該工程於2019年4月26日開工，原預定於2020年6月18日完工，因為水土保持及變更設計等因素展延至2021年4月26日。 
該項工程於事故前，已完成隧道頂版初步工程，事故時正進行隧道斜撐鋼構之綁鋼筋作業，後續將於隧道頂版上鋪設防水層及回填土，再放置廢輪胎並以細砂填縫做為緩衝層，最後覆蓋土石進行植被工程。

### 違規施工
臺鐵局於2020年11月24日以行車電報要求各單位於2021年度之連續假期疏運期間停止施工。台鐵於3月31日以LINE群組方式再次通知東新營造，自4月1日12時00分起至4月6日12時00分止之清明連假期間停止施工，並於4月1日共同派員進行停工前之工3區安全維護複查，將檢查結果上傳LINE群組。
而事發當天清晨，台鐵大清水路段51K處有中華民國交通部外包的新清水隧道隧道工程卻正在進行施工，台鐵方面事前已通告不得施工，故該時段進行施工屬違規施工。

### 事故當日

#### 事故發生前
當日，事故列車由一名司機員及一名機車助理共同執行勤務，表訂07時05分00秒由樹林調車場出發，11時10分00秒時抵達終點站臺東站。該列車準點出發，依列車自動防護系統紀錄（英語：Automatic Train Protection,ATP）、列車行車影像紀錄、列車控制監視系統（英語：Train Control Monitorsystem, TCMS）及行車調度電話通聯記錄，08時03分40秒至08時03分58秒及08時41分34秒至08時41分57秒之間，司機員因見平交道告警燈作動而操作煞車，於新北市四腳亭站北側及宜蘭縣頂埔站與礁溪站間曾短暫臨時停車。
| 以運安會調查報告/為準（時間表示方式為時:分:秒） | 以運安會調查報告/為準（時間表示方式為時:分:秒）                           | 以運安會調查報告/為準（時間表示方式為時:分:秒）                           | 以運安會調查報告/為準（時間表示方式為時:分:秒） | 以運安會調查報告/為準（時間表示方式為時:分:秒）              |
| 停靠或通過站點 | 表定到達時間                                                              | 表定離站/通過時間                                                         | 實際離站/通過延誤（分）                         | 備註                                                         |
| --- | ------------------------------------------------------------------------- | ------------------------------------------------------------------------- | ----------------------------------------------- | ------------------------------------------------------------ |
| 樹林調車場(樹調) | 07:03:00                                                                  | 07:05:00                                                                  | 0                                               | 運轉起始站 （樹調=樹林站迴送不辦客）                         |
| 樹林 | 07:11:00                                                                  | 07:16:00                                                                  | 0                                               | 停靠5分                                                      |
| 板橋 | 07:23:00                                                                  | 07:26:00                                                                  | 0                                               | 停靠3分                                                      |
| 萬華 | -----                                                                     | 07:30:30                                                                  | 0                                               | 不停靠，通過。                                               |
| 臺北 | 07:35:00                                                                  | 07:40:00                                                                  | 0                                               | 停靠5分                                                      |
| 松山 | 07:46:00                                                                  | 07:47:00                                                                  | 0                                               | 停靠1分                                                      |
| 南港 | -----                                                                     | 07:49:30                                                                  | 0                                               | 不停靠，通過。                                               |
| 汐止 | -----                                                                     | 07:53:00                                                                  | 1                                               | 不停靠，通過。                                               |
| 因大埔路平交道 （页面存档备份，存于）告警燈作動，08:03:40至08:03:58間，事故列車在四腳亭站北側第一次臨時停車。(於影片25:01處之地點)                                            |                                                                           |                                                                           |                                                 |                                                              |
| 瑞芳 | -----                                                                     | 08:06:30                                                                  | 2                                               | 不停靠，通過。                                               |
| 猴硐 | -----                                                                     | 08:10:00                                                                  | 3                                               | 不停靠，通過。                                               |
| 福隆 | -----                                                                     | 08:23:30                                                                  | 2                                               | 不停靠，通過。                                               |
| 因白雲六路平交道 （页面存档备份，存于）告警燈作動，08:41:34至08:41:57間，事故列車在頂埔站及礁溪站間第二次臨時停車。(於影片1:09:18處之地點，影片中與當日情況皆遇有告警燈險阻） |                                                                           |                                                                           |                                                 |                                                              |
| 礁溪 | -----                                                                     | 08:40:30                                                                  | 4                                               | 不停靠，通過。                                               |
| 宜蘭 | -----                                                                     | 08:45:00                                                                  | 4                                               | 不停靠，通過。                                               |
| 羅東 | -----                                                                     | 08:50:00                                                                  | 4                                               | 不停靠，通過。                                               |
| 永樂 | -----                                                                     | 08:59:00                                                                  | 5                                               | 不停靠，通過。                                               |
| 東澳 | -----                                                                     | 09:02:00                                                                  | 6                                               | 不停靠，通過。                                               |
| 和仁 | -----                                                                     | 09:20:30                                                                  | 6                                               | 不停靠，通過。09時26分58秒通過，誤點6分28秒。                |
| 列車於09:28:34.8撞擊肇事大貨車（於和仁＝崇德站間） （页面存档备份，存于） | 列車於09:28:34.8撞擊肇事大貨車（於和仁＝崇德站間） （页面存档备份，存于） | 列車於09:28:34.8撞擊肇事大貨車（於和仁＝崇德站間） （页面存档备份，存于） | 5~6（推測）                                     | 撞擊時間以運安會公布之列車行車影像紀錄器為準                 |
| 崇德 | -----                                                                     | 09:26:00                                                                  | 延誤超過450分                                   | 表定不停靠，通過。                                           |
| 花蓮 | 09:39                                                                     | 09:42                                                                     | 延誤超過450分                                   | 表定秒數未公布。另於花蓮站特開408B次（編組TEMU2000型電聯車） |
| 玉里 | 10:29                                                                     | 10:31                                                                     | 延誤超過450分                                   | 表定秒數未公布                                               |
| 臺東 | 11:10                                                                     |                                                                           | 延誤超過450分                                   | 表定秒數未公布 表定原編組後續改為421次（台東＝樹林）         |

有鐵道迷拍攝到408次行經暖暖=四腳亭與武塔站的影片，並上傳至Youtube影音平台。

#### 工程車翻落
新清水隧道隧道工程規地因一輛挖土機欲拖出卡在樹叢的工程車（類別為吊卡車），然而操作不當，導致工程車整台翻落至東正線軌道上。。
後續報導發現，事故前7分鐘，該輛工程車已經臨時停車在斜坡上。4月16日，臺灣花蓮地方檢察署表示「工程車（或稱吊車大貨車、吊卡車）過彎時，疑似現場彎度過高，車身太長，卡在鐵軌旁邊坡（東正線西側邊坡上方），肇事雇主卻第一時間未趕緊通報臺鐵，而是令請移工協助開來怪手，企圖以個人機具協拉起工程車，卻因連接兩車間之環狀布帶無法承受拉力而斷裂，亦導致工程車因此瞬間摔落滾入（東正線）車行軌道上，釀成這起事故」。

#### 事發時

##### 概要
車行線、站點簡述：車行方向→和仁車站→和仁隧道→清水隧道北口前事故點→清水隧道南口→崇德隧道→崇德車站→新城車站→（往花蓮、臺東方向）。
事故發生於2021年4月2日上午9時28分，由樹林車站開往台東車站的408次TEMU1000型太魯閣自強號（編組TEMU1013+1014），行經和仁站－崇德站間的連續隧道：和仁隧道和清水隧道，隧道皆為單線，該列車剛出東正線和仁隧道口不久，隨即撞到一輛自西坡上方便道滑落至軌道的工程車。該工程車為小包商義祥工業社負責人（身兼上游東新營造工地主任）李義祥所有，車輛牌照號碼為「775-TX」，亦因他本人的疏失加上便道該處陡坡並無安全防護設施造成後續事故。事故當時，列車司機員雖盡力煞車，然而在慣速下煞車不及（當時速在121公里/時，其列車剎車距離至少得600公尺，事故現場自出隧道口後，只有約長210公尺距離的空間，再加上該鐵路段為右側微彎彎道，縮減了司機員的目視觀測距離），使尚在列車行進方向的頭節車廂（第8車厢）因受半路滑落之工程車絆倒及瞬間撞擊影響，列車車頭持續向左傾斜併行出軌。出軌後，以120公里/時高速行駛的列車頭再猛烈撞擊清水隧道口東側邊壁及順勢擠入隧道內。導致自列車頭節車廂開始扭曲、變形及破碎。隨後而來的第7至5車廂也隨列車頭一齊衝入清水隧道，且產生出軌變形及互相擠壓、碎裂狀態，車廂內的通道亦隨之中斷，第7車與第6車脫鉤，中間隔了約50公尺。

##### 細節
事故列車於第二次臨時停車後恢復運轉，沿途經過礁溪、宜蘭、羅東、 永樂、東澳及和仁等站，09時26分58秒通過和仁站，比表訂時間延遲6分28秒。依列車行車影像、ATP、TCMS及乘客訪談紀錄，09時28分27秒車頭駛出和仁隧道南口時，ATP紀錄顯示車速為126公里/小時；09時28分32秒列車行車影像紀錄器顯示，移工於東正線軌道旁限高門型架處向列車揮手，如圖所示。臺鐵局稱3月底即撤除該工地原指派監視落石人員。
因TCMS係有異常事件才記錄所有參數，於09時28分33秒TCMS紀錄，列車煞車段位已經被放置於緊急煞車位（emergency brake，EB），另ATP紀錄，車速由126公里/小時開始降速，顯示司機員在09時28分33秒之前已操作緊急緊軔煞車，另乘客於列車撞擊前曾聽見「長鳴笛聲」；ATP紀錄，09時28分34秒，事故列車速度123公里/小時，撞擊軌道上之大貨車後，向左側傾斜；ATP紀錄，09時28分35秒，事故列車車速為117公里/小時，第8車車頭撞及清水隧道北口左側牆壁，駕駛室至車廂左側部份遭切削，前端車門及部分車廂蒙皮掉落於清水隧道北口外，列車進入隧道內130公尺後停止。ATP最後一筆紀錄為09時28分36秒，車速紀錄為105公里/小時。

#### 事故大貨車
該車有裝設行車視野輔助系統、行車影像紀錄器，後車斗於2021年1月7日註記變更為黃色，車輛規格如下：
| 運安會公布之調查報告 | 運安會公布之調查報告 | 運安會公布之調查報告                                          |
| 種類                 | 內容                 | 備註                                                          |
| -------------------- | -------------------- | ------------------------------------------------------------- |
| 牌照號碼             | 775-TX               |                                                               |
| 車種名稱             | 自用大貨車           |                                                               |
| 型式                 | MGH2HRB              | MGH及MFD型式之底盤及煞車系統皆相同。                          |
| 引擎號碼             | H07C-TC11218         |                                                               |
| 車身號碼             | MFD2HLB-10387        |                                                               |
| 廠牌                 | 國瑞                 |                                                               |
| 車主                 | 義祥工業社           |                                                               |
| 發照日期             | 2009年7月13日        | 民國98年                                                      |
| 出廠年月             | 1994年6月            | 民國83年                                                      |
| 能源種類             | 柴油                 |                                                               |
| 車身樣式及附加設備   | 框式附加吊桿視野輔助 |                                                               |
| 座位                 | 3                    | 含駕駛位                                                      |
| 車重/總重            | 7.0/10.4             | 單位為公噸                                                    |
| 車長/車寬/車高       | 840/242/320          | 單位為公分                                                    |
| 軸距/前輪距/後輪距   | 485/177/166          | 單位為公分                                                    |
| 輪胎尺寸             | 825-16-14PR          | 825表示輪胎寬度為8.25英吋、16為輪胎扁平比、PR表示輪胎強度指數 |
| 輪數                 | 6                    | 前軸2輪、後軸4輪                                              |
| 排氣量               | 6728C.C.             |                                                               |
| 汽缸數               | 6                    |                                                               |

| 廠牌 | 尺寸（mm）          | 視頻（影像畫面）輸入數 | 儲存記憶體             | 型號                             | 重量（淨重） | 錄影解析度      |
| --- | ------------------- | ---------------------- | ---------------------- | -------------------------------- | ------------ | --------------- |
| 不明(N/A) | 112(W)×36(H)×138(D) | 2CH/4CH/8CH            | 2TB 2.5"HDD/128GB SD×2 | 4ch Million Pixels SD Mobile DVR | 360g         | 720P/D1/HD1/CIF |
| 運安會調查小組於清水隧道北口山側之殘骸堆中發現行車視野輔助系統主機，主機外殼脫離，主機內並未發現記憶卡，於殘骸堆中尋獲1張64G Micro SD記憶卡。 （運安會報告中照片可見記憶卡廠牌：金士頓 Kingston；型號：不明；容量：64GB；製造地：臺灣Taiwan） |                     |                        |                        |                                  |              |                 |

| 廠牌 | 尺寸（mm）          | 視頻（影像畫面）輸入數 | 儲存記憶體    | 型號    | 錄影解析度                             |
| --- | ------------------- | ---------------------- | ------------- | ------- | -------------------------------------- |
| 聲寶 | 310(W)×80(H)×140(D) | 2                      | 32GB Micro SD | MD-S20S | 1920 × 1080(30 fps) 1280 × 720(30 fps) |
| 行車影像紀錄器之影像資料與事故現場相關的第一筆資料為09:12:48時，最末一筆資料為09:16:14時，這段時間影像資料並非連續記錄，在3分26秒的時間內，影像資料總長度僅約100秒，且與行車視野輔助系統之影像交錯出現，此外僅行車影像紀錄器具備錄音功能，有記錄事故現場人員行動及對話情形。 （運安會報告中照片可見記憶卡廠牌：十銓 TEAM；型號：Dash Micro SDHC/SDXC UHS-I U3 V30；容量：32GB；製造地：不明） |                     |                        |               |         |                                        |

至2022年5月19日止，該車牌照狀態為「牌回未辦」。
該車因遭受TEMU1000型直接撞擊，車體已解體。且因司法調查緣故，目前車體殘骸仍被當作證物扣押中。
該車於2020年8月被Google街景服務拍攝到，運安會也有使用此資料。 （页面存档备份，存于）

### 列車撞擊瞬間
- 2021年4月6日，國家運輸安全調查委員會（運安會）公布相關事證，「工程車滑落至軌道，與列車相撞僅相隔一分鐘的距離」[33]。其後外界發現運安會在4月6日公布的行車記錄影片中有一部分路況的畫面經過裁切，運安會和臺灣花蓮地方檢察署先後證實並強調「為不妨礙檢調偵辦所做的必要處理」[34][35][36]。
- TEMU1000型電聯車（太魯閣號）行經事故路段之速限為130公里/小時[37][38]。

| 時間         | 紀錄                                                                                                  | 車輛時速 （公里/小時）  |
| ------------ | --- | ----------------------- |
| 09:20－09:25 | （邊坡工地）其他車往工程車前進。 （列車接近和仁站，持續降速至100公里/時，持續過站不停）               | 108－126間 （上下浮動） |
| 09:28:00.0   | 和仁隧道中 （列車準備駛出和仁隧道南口）                                                               | 122                     |
| 09:28:38.5   | 列車駛出和仁隧道南口。 （駕駛微拉煞車把手，速度減緩些許）                                             | 126                     |
| 09:28:43.6   | 「緊急緊軔 (EB)」紀錄出現 （駕駛持續拉煞車把手）                                                      | 126                     |
| 09:28:45.5   | 列車撞擊工程車 （列車車頭開始偏左向及脫軌）                                                           | 121 (125)               |
| 09:28:46.6   | 列車左側面嚴重撞擊清水隧道北口東側水泥牆 （車身順勢爆擠進入隧道內，左側二分之一車身遭切削並脫離車體） | 120 (125)               |
| 09:28:47.0   | 列車車速紀錄最後一筆資料                                                                              | 118 (121)               |
| 09:28:50.0   | 清水隧道北口周遭環境爆出巨量粉塵。                                                                    | –                       |

### 機具設備受損
- 交通部臺灣鐵路管理局

1. 東正線中斷，軌道受損500公尺。
2. 列車尾部第1、2節車廂及第3節車一半車身在隧道外，其餘車廂在清水隧道內。
3. 電桿1根傾倒。
4. 電車線扯落150公尺。
5. 導電軌受損400公尺。

- 東新營造有限公司（李義祥）

1. 工程車（或稱吊車大貨車、吊卡車）解體。

### 事故車輛
此次事故編組TEMU1013+1014，至事故發生當下營運約5年3個月。
列車系統單元配置如下表：
|                                                  | 第408次太魯閣列車 ←樹林、台北方向花蓮、臺東方向→ |                   |                   |                   |                   |                    |                    |                    |                     |
| 車                                               | 1                                                | 2                 | 3                 | 3                 | 4                 | 5                  | 6                  | 7                  | 8                   |
| 單元編號                                         | 第一單元 TEMU1013                                | 第一單元 TEMU1013 | 第一單元 TEMU1013 | 第一單元 TEMU1013 | 第一單元 TEMU1013 | 第二單元 TEMU1014  | 第二單元 TEMU1014  | 第二單元 TEMU1014  | 第二單元 TEMU1014   |
| 形式                                             | TED1013 （Tc）                                   | TEM1025 （M1）    | TEP1013 （T）     | TEP1013 （T）     | TEM1026 （M2）    | TEM1028 （M1）     | TEP1014 （T）      | TEM1027 （M2）     | TED1014 （Tc）      |
| 集電弓                                           |                                                  |                   | １                | １                |                   |                    | １                 |                    |                     |
| 停留韌機                                         | 2                                                | 2                 | 2                 | 2                 | 2                 | 2                  | 2                  | 2                  | 2                   |
| 列車控制監視系統 TCMS                            | １                                               |                   |                   |                   |                   |                    |                    |                    | １                  |
| 列車自動防護系統 ATP                             | １                                               |                   |                   |                   |                   |                    |                    |                    | １                  |
| 列車無線電                                       | １                                               |                   |                   |                   |                   |                    |                    |                    | １                  |
| 紀錄單元 RU                                      | １                                               |                   |                   |                   |                   |                    |                    |                    | １                  |
|                                                  |                                                  |                   |                   |                   |                   |                    |                    |                    |                     |
| 座位數                                           | 38人（含駕駛室2人）                              | 52人              | 48人              | 48人              | 52人              | 52人               | 48人               | 52人               | 38人（含駕駛室2人） |
| 位置                                             | 清水隧道外                                       | 清水隧道外        | 清水隧道外        | 清水隧道内        | 清水隧道内        | 清水隧道内         | 清水隧道内         | 清水隧道内         | 清水隧道内          |
| 事故狀況                                         | 出軌                                             | 出軌              | 出軌              | 出軌              | 出軌              | 出軌、撞擊嚴重變形 | 出軌、撞擊嚴重變形 | 出軌、撞擊嚴重變形 | 出軌、撞擊嚴重變形  |
| OHCA人數（到院前心肺功能停止，統計至4月3日19時） | 0                                                | 0                 | 1                 | 1                 | 4                 | 4                  | 2                  | 1                  | 28                  |

事故列車設置有安全設備，提供司機員、車長或乘客於行車事故時進行通報聯繫、緊急應變或逃生疏散時使用。依該車維修手冊、運轉手冊、車長乘務手冊及調查檢視結果，分述各項安全設備之數量、位置與功能。

#### 無線電通聯紀錄

事故列車各車廂位置簡圖

| 發話人           | 職稱                       |
| ---------------- | -------------------------- |
| 司機員（機車長） | 第408次司機員（機車長）    |
| 列車長           | 第408次 列車長             |
| 行車調度員       | 綜合調度所第3台 行車調度員 |
| 值班站長         | 和仁站 值班站長            |
| 客服人員         | 臺鐵局客服中心 客服人員    |

| 發話時間(時:分:秒)            | 發話人        | 發話內容 | 備註 |
| ----------------------------- | ------------- | --- | --- |
| 以下為 撞擊前之無線電通聯紀錄 |               | | |
| 08:41:48                      | 司機員        | 408 列車長 司機員呼叫 平交道告警 司機員 開車喔 | 係白雲六路平交道告警燈險阻。                                                                                           |
| 以下為 撞擊後之無線電通聯紀錄 |               | | |
| 09:29:02                      | 列車長        | 408次機車長 車長呼叫 | 列車長於該段時間發話5次呼叫機車長（即司機員稱呼）                                                                      |
| 09:29:11                      | 列車長        | 408次機車長 車長呼叫 | 列車長於該段時間發話5次呼叫機車長（即司機員稱呼）                                                                      |
| 09:29:37                      | 列車長        | 408次機車長 車長呼叫 | 列車長於該段時間發話5次呼叫機車長（即司機員稱呼）                                                                      |
| 09:30:07                      | 列車長        | 408次機車長 車長呼叫 | 列車長於該段時間發話5次呼叫機車長（即司機員稱呼）                                                                      |
| 09:30:23                      | 列車長        | 408次機車長 車長呼叫 | 列車長於該段時間發話5次呼叫機車長（即司機員稱呼）                                                                      |
| 09:31:15－09:31:45            | 行車調度員    | 3台你好 | |
| 09:31:15－09:31:45            | 列車長        | 我408次列車長 我車子不知道為什麼在崇德和仁間停車 不知道是撞到人還是怎樣 機車長沒有回我                                                                                   | |
| 09:31:15－09:31:45            | 行車調度員    | 那個電力調配室正在查 那個應該有跳電 現在正在查好不好 | 疑似因列車撞擊，導致電力系統損壞                                                                                       |
| 09:31:15－09:31:45            | 列車長        | 跳電喔 | |
| 09:31:15－09:31:45            | 行車調度員    | 對 | |
| 09:31:54                      | 列車長        | 408 次機車長 車長呼叫 | |
| 09:33:49                      | 列車長        | 和仁 408 車長呼叫 | |
| 09:33:53                      | 值班站長      | 收到請講 | |
| 09:33:55                      | 列車長        | 請問電力設備有問題嗎 | |
| 09:33:59                      | 值班站長      | 啊目前是這樣子 調配室正在處理 | |
| 09:34:04                      | 列車長        | 好 收到 | |
| 09:35:19－09:36:00            | 行車調度員    | 3台你好 | |
| 09:35:19－09:36:00            | 列車長        | 我 408 次車長 | |
| 09:35:19－09:36:00            | 行車調度員    | 那個我司機員連絡不到 你說你通道過不去 | |
| 09:35:19－09:36:00            | 列車長        | 我過不去啊 他中間那個都已經變形 突然緊急煞車我們打不開啊 我連手動也打不開啊                                                                                              | 列車長指稱之「中間變形、手動也打不開」，經比對運安會照片，指「車廂通道門」，該門原則為自動感應，但也可改為手動推拉門。 |
| 09:35:19－09:36:00            | 行車調度員    | 好 沒關係 你過不去 我另外再聯絡 | |
| 09:36:57                      | 行車調度員    | 408 機車長 408 機車長 行控 3 台呼叫 | 行控中心調度員2次呼叫司機員                                                                                            |
| 09:37:54                      | 行車調度員    | 408 機車長 408 機車長 行控 3 台呼叫 | 行控中心調度員2次呼叫司機員                                                                                            |
| 09:39:03－09:39:57            | 行車調度員    | 3 台你好 | |
| 09:39:03－09:39:57            | 列車長        | 調度員 我車好像脫軌 出軌欸 | |
| 09:39:03－09:39:57            | 行車調度員    | 出軌 | |
| 09:39:03－09:39:57            | 列車長        | 對啊 緊急煞車 我從1車打開車門看 已經出軌啊 | |
| 09:39:03－09:39:57            | 行車調度員    | 出軌吼 | |
| 09:39:03－09:39:57            | 列車長        | 對啊 2 車已經不在路線上了啊 | |
| 09:39:03－09:39:57            | 行車調度員    | 你現在緊急煞車出軌 你現在在不在隧道內 | |
| 09:39:03－09:39:57            | 列車長        | 我現在 | |
| 09:39:03－09:39:57            | 行車調度員    | 好 你現在耐著性子講 現在要處理 你現在幾軸出軌 | |
| 09:39:03－09:39:57            | 列車長        | 我現在從1車打開車門看 我現在看2車好像都出軌了 | |
| 09:39:03－09:39:57            | 行車調度員    | 都出軌了 | |
| 09:39:03－09:39:57            | 列車長        | 對 | |
| 09:39:03－09:39:57            | 行車調度員    | 啊你 你司機員現在在哪裡 | |
| 09:39:03－09:39:57            | 列車長        | 在8車啊 我現在過不去啊 | |
| 09:39:03－09:39:57            | 行車調度員    | 你行調留著 行調先留好 | 此處行調係指「行車調度無線電話系統」，簡稱「行調電話」、「行調」、「無線電」                                           |
| 09:40:21－09:40:38            | 列車長        | 來 408 | |
| 09:40:21－09:40:38            | 客服中心人 員 | 長官您好 我這邊客服中心 打擾您 想跟長官詢問一下 目前有旅客說列車好像停靠 靜止                                                                                            | |
| 09:40:21－09:40:38            | 列車長        | 出軌啦 | |
| 09:40:21－09:40:38            | 客服人員      | 你說什麼 | |
| 09:40:21－09:40:38            | 列車長        | 出軌啦 我剛打開車門前面看出軌啦 你要問什麼 | |
| 09:40:21－09:40:38            | 客服人員      | 喔好 那可以請車長幫我們跟旅客播音一下 | 因台鐵客服人員係外包給民間廠商，故客服可能不清楚電力系統供電細節                                                       |
| 09:40:21－09:40:38            | 列車長        | 我現在沒辦法播電 沒有電 這樣有聽懂嗎 | 因台鐵客服人員係外包給民間廠商，故客服可能不清楚電力系統供電細節                                                       |
| 09:41:46                      | 列車長        | 和仁 408 車長呼叫 | |
| 09:41:56                      | 列車長        | 和仁站 和仁站 408 車長呼叫 | |
| 09:42:00                      | 值班站長      | 和仁站 收到請講 | |
| 09:42:04                      | 列車長        | 我剛發現我那個2車 3車有出軌狀況 你幫我通報調度員 | |
| 09:42:13                      | 值班站長      | 2車 3車出軌是嗎 | |
| 09:42:18                      | 列車長        | 正確 那個車輪已經不在路線上了 | |
| 09:42:44－09:43:12            | 列車長        | 來 408 | |
| 09:42:44－09:43:12            | 客服人員      | 師傅你好 我這邊臺鐵客服中心 不好意思 我們想問一下 我們408在線路上有遇到什麼狀況嗎                                                                                        | |
| 09:42:44－09:43:12            | 列車長        | 出軌啊 就突然跳電緊急煞車 我前方2車 3車看到出軌啊 | 事實並非因跳電造成緊急剎車而出軌                                                                                       |
| 09:42:44－09:43:12            | 客服人員      | 喔好 是因為跳電緊急煞車出軌嗎 | 事實並非因跳電造成緊急剎車而出軌                                                                                       |
| 09:42:44－09:43:12            | 列車長        | 我不曉得 我問和仁站他說東正線電力設備 有問題 所以緊急煞車 | |
| 09:42:44－09:43:12            | 客服人員      | 好 那師傅現在是等調度中心指示嗎 | 此處調度中心係指行控中心                                                                                               |
| 09:42:44－09:43:12            | 列車長        | 對啊 | |
| 09:42:44－09:43:12            | 客服人員      | 好 | |
| 09:43:34                      | 行車調度員    | 408 408 列車長 行控3台呼叫 | |
| 09:44:02－09:44:34            | 行車調度員    | 3 台 | |
| 09:44:02－09:44:34            | 列車長        | 調度員 | |
| 09:44:02－09:44:34            | 行車調度員    | 是 | |
| 09:44:02－09:44:34            | 列車長        | 我408 我那個 | |
| 09:44:02－09:44:34            | 行車調度員    | 你先確認一下里程數幾K好不好 | |
| 09:44:02－09:44:34            | 列車長        | 我怎麼確認啊 我現在前方我過不去 我現在差不多有400人 | |
| 09:44:02－09:44:34            | 行車調度員    | 對 我要確定 | |
| 09:44:02－09:44:34            | 列車長        | 現在車上不能播音 現在沒有電啊 | |
| 09:44:02－09:44:34            | 行車調度員    | 沒有電你用手動方式處理啊 | |
| 09:44:02－09:44:34            | 列車長        | 手動 | |
| 09:44:02－09:44:34            | 行車調度員    | 現在車上就靠你 你有沒有手電筒 你要穩住 司機員目前也連絡不到 現在只有靠你聯絡而已 你現在到底幾K 幾車在隧道口 有沒有辦法辦理接駁 你要講清楚啊 我們現在不知道情況不能幫你啊 | |
| 09:44:02－09:44:34            | 列車長        | 好 我等一下跟你講 | |
| 09:44:02－09:44:34            | 行車調度員    | 你確定一下 我們需要你的資訊 | |
| 09:44:02－09:44:34            | 列車長        | 好 稍等 | |
| 09:44:10                      | 值班站長      | 408列車長 我們現在在等候通知如何處理 謝謝 | |
| 09:46:21－09:46:57            | 行車調度員    | 3 台你好 | |
| 09:46:21－09:46:57            | 列車長        | 來 408我列車長 我現在位置在北迴東正線51K+250這邊 | |
| 09:46:21－09:46:57            | 行車調度員    | 51K+250 | |
| 09:46:21－09:46:57            | 列車長        | 對 | |
| 09:46:21－09:46:57            | 行車調度員    | 機車在隧道 | 此處「機車」，可用於稱呼本務機或車頭                                                                                   |
| 09:46:21－09:46:57            | 列車長        | 我現在因為看到從2車往前面都在隧道裡面 只有1車在外面 | |
| 09:46:21－09:46:57            | 行車調度員    | 只有1車 2車在隧道口 | |
| 09:46:21－09:46:57            | 列車長        | 對 隧道口 其他都在隧道裡面 | |
| 09:46:21－09:46:57            | 行車調度員    | 好 你現在聯絡的到司機員 | 此處是問句，行車調度員詢問列車長                                                                                       |
| 09:46:21－09:46:57            | 列車長        | 連絡不到他 | |
| 09:46:21－09:46:57            | 行車調度員    | 好 | |
| 09:47:46                      | 列車長        | 和仁站 和仁站 408車長呼叫 我現在51K+250這邊 我現在車子在這邊沒辦法動 因為前方出軌啊                                                                                      | |
| 09:48:02                      | 值班站長      | 收到 | |
| 09:48:15                      | 列車長        | 408機車長 車長呼叫 | |
| 09:54:01                      | 列車長        | 和仁站 和仁站 408車長呼叫 | |
| 09:54:05                      | 值班站長      | 408 在呼叫嗎 | |
| 09:54:06                      | 值班站長      | 408 在呼叫嗎 | |
| 09:54:08                      | 列車長        | 408 車長呼叫 我車上有人受重傷 可不可幫我叫救護車 | |
| 09:54:14                      | 值班站長      | 喔 收到 | |
| 09:54:33                      | 值班站長      | 408 和仁呼叫 收到請回答 | |
| 09:54:46                      | 值班站長      | 408 和仁呼叫 收到請回答 | |
| 09:54:54                      | 值班站長      | 救護車已經過去了 | |
| 09:55:02                      | 值班站長      | 過去了 過去了 | |
| 09:55:13                      | 值班站長      | 請重複 | |
| 09:55:28                      | 值班站長      | 收到 | 站長表示「收到」之內容，與前段09:55:13內容有落差，中間通話內容有可能未收錄在內                                         |
| 09:56:18                      | 列車長        | 我只能跟你說我現在過不去 然後我看到有旅客受重傷需要救護車趕快來 | |

### 台鐵乘務員
袁淳修（1988年7月23日－2021年4月2日），臺灣臺中市豐原區人，為臺灣鐵路管理局司機員，於2015年進入台鐵局服務，曾經擔任技術助理。於2019年及2020年分別取得電車組及電力機車司機員乘務資格。
事故發生時，因受限於出隧道的視野變化及鐵路彎道影響，且毫無入侵物偵測設備可提前通知，司機員發現軌道入侵物時為時已晚，奮力剎車不及，當場殉職，享年32歲。於2021年9月3日入祀臺中市忠烈祠。
江沛峰（1989年6月13日－2021年4月2日），為臺灣鐵路管理局機車助理（助理司機員），於2020年進入台鐵局服務。因此事故導致死亡，享年31歲。2022年3月29日春祭入祀新北市忠烈祠。
李維綱，時值408次列車長勤務，協助旅客至最後才一起離開。於2011年11月進入臺鐵局服務；2015年3月6日完成運輸班車長訓練，同年11月13日至花蓮車班組擔任車長迄今。

### 嫌疑人相關
李義祥，花蓮縣人，「義程營造有限公司」和「義祥工業社」的負責人。同時為「東新營造」工地主任，係本事故之大貨車及挖土機駕駛，是為本次事故之嫌疑人。
華文好（HOA VAN HAO），越南人，為逃逸移工。是為本次事故之嫌疑人。
義祥工業社，登記地址：花蓮縣花蓮市國聯里中山路571巷28號。李義祥為負責人，合夥人為吳沛育。於2018年2月26日停業。
義程營造有限公司，資本額：新台幣12,000,000元。登記地址：花蓮縣花蓮市國治里光復街83號7樓之1 。李義祥為代表人與董事。於2021年4月30日停業，2022年4月29日復業。
吳沛育，曾為義程營造董事與負責人。
李義祥於1995年1月17日取得交通部公路總局核發之職業大貨車駕駛執照，後因駕照逾期未提供體檢證明文件，監理站註銷該員之職業大貨車駕照，換發為普通大貨車駕照，事故當時該員持有有效之普通大貨車駕照，具有駕駛事故大貨車之資格。駕照資料如表：
於公路總局監理系統內共計有8次汽、機車違規紀錄，其中超速4次，闖紅燈1次，其他3次。
本事故後未執行酒精測驗。
| 普通駕照類別 | 發照日期       | 職業駕照類別 | 發照日期      |
| ------------ | -------------- | ------------ | ------------- |
| 普通小型車   | 1990年8月29日  | 職業小型車   | 無            |
| 普通大貨車   | 2001年10月15日 | 職業大貨車   | 1995年1月17日 |
| 普通大客車   | 無             | 職業大客車   | 無            |
| 普通聯結車   | 無             | 職業聯結車   | 無            |

- 依據勞動部勞動力發展署所提供之資料，李義祥除取得鉗工職類丙級技術士證外，未持有重機械（挖土機）操作職類技術士證。

## 傷亡搶救

### 歷程
交通部公路總局配合封閉台9線仁水隧道北上車道，為大量傷患者檢傷空間，用路人可改行台9丁線。消防119在9時35分受理報案、9時58分抵達現場檢傷。
- 2021年4月2日（首日）
  - 09時28分，臺鐵408次太魯閣號於花蓮縣秀林鄉和仁站至崇德站間（北迴線段東正線－清水隧道）北口處，發生行進間列車與工程車對撞出軌事故。
  - 09時30分，臺鐵局成立局本部一級緊急應變小組及花蓮區應變小組。
  - 09時50分，災害現場（第一清水隧道北口）成立前進指揮所。
  - 10時50分，交通部成立陸上重大交通事故中央災害應變中心（設立於臺北車站），相關單位進駐。
  - 12時40分，初步傷亡統計公布（死亡人數計36人，含臺鐵局司機員1人及乘客35人，受傷人數時已送醫者計81人，檢查後出院15人）。
  - 13時，公路總局協調10部遊覽車於清水隧道協助疏運北口處2輛、南口處8輛。第1輛遊覽車於12時35分接駁約45人、第2輛遊覽車於12時48分接駁43人。
  - 15時20分，第二份傷亡統計公布（死亡人數計43人，含臺鐵局司機員1人及乘客42人；受傷人數時已送醫者計128人，重傷人數計24人）。
  - 17時50分，發布第2批新聞稿，並同時提供專線電話及專人協助說明及安排交通住宿事宜。
  - 18時，第三份傷亡統計公布（死亡人數計51人，含臺鐵局司機員1人、助理司機1人及乘客49人（含括法國籍1人及送醫急救後到院死亡2人）；受傷人數時已送醫者計146人(含括日本籍2人、澳門籍1人)，住院者69人、出院者75人、送醫急救後到院死亡2人）。
  - 19時，花蓮縣災害應變中心，提供其單位「0402台鐵第408車次」災情彙整資料－消防集結點時臺9線158公里處之仁水隧道南口，（現場罹難48人〈後修正為47人〉，後送到院亡故1人〈後修正為2人〉，後送人數總計149人〈後修正為245人〉）。運送人數與醫院位置如下所列 [52][53]：

| 紀錄日期 | 紀錄時間 | 接收醫院名稱 | 所在縣市 | 死亡（人） | 受傷數（人） | 小計（人） | 總計（人）                     |
| -------- | -------- | ------------ | -------- | ---------- | ------------ | ---------- | ------------------------------ |
| 04月2日  | 19時     | 北榮蘇澳分院 | 宜蘭縣   | -          | 5            | 9          | 149 - 現場罹難:48 - 到院亡故:1 |
| 04月2日  | 19時     | 博愛醫院     | 宜蘭縣   | -          | 4            | 9          | 149 - 現場罹難:48 - 到院亡故:1 |
| 04月2日  | 19時     | 署立花蓮醫院 | 花蓮縣   | -          | 30           | 140        | 149 - 現場罹難:48 - 到院亡故:1 |
| 04月2日  | 19時     | 門諾醫院     | 花蓮縣   | -          | 30           | 140        | 149 - 現場罹難:48 - 到院亡故:1 |
| 04月2日  | 19時     | 花蓮慈濟醫院 | 花蓮縣   | -          | 53           | 140        | 149 - 現場罹難:48 - 到院亡故:1 |
| 04月2日  | 19時     | 國軍花蓮醫院 | 花蓮縣   | -          | 24           | 140        | 149 - 現場罹難:48 - 到院亡故:1 |
| 04月2日  | 19時     | 北榮玉里醫院 | 花蓮縣   | -          | 1            | 140        | 149 - 現場罹難:48 - 到院亡故:1 |
| 04月2日  | 19時     | 臺北慈濟醫院 | 新北市   | -          | 2            | 140        | 149 - 現場罹難:48 - 到院亡故:1 |

傷亡最嚴重的車廂為撞入隧道內的第6至8車廂（往花蓮方向之駕駛車頭），經過2次搜索後確定無乘客受困。於隧道外6至8節車廂（車廂編號3至1號車）旅客部分輕傷，受傷旅客分別送4縣市10家醫院收治，台鐵另派408B次DR2800型柴聯車往返協助運用傷者與罹難者遺體至崇德車站或新城車站，北迴線東正線因事故中斷，改採西正線單線雙向行駛，宜蘭端上行列車及花蓮端下行列車每列次延誤約20至30分鐘。花蓮機務段加開TEMU2000型電聯車，接續當日408次花蓮站至台東站行程。

## 搶修
有關搶修細節，可參考0402臺鐵第408次車清水隧道重大鐵道事故。

## 事故調查

### 行政調查與懲處

#### 國家運輸安全調查委員會（運安會）調查
起初外界依據嫌疑人供詞聲稱其是為巡視工區停放工程車時工程車因故滑落，只有一人在場，並堅稱其停車時有拉手剎車，故各界當時多認是工程車停放不當因故滑落山坡侵入東正線軌道，致使事故發生，原供詞因與「工程車記錄器」、「太魯閣號駕駛室內紀錄器」內實測資料不符，直至尋獲工程車內紀錄器後重新調查。
- 2021年：
  - 4月6日，運安會主委楊宏智與委員李綱於記者會上分別表示，工地工程車本不該開上那條工地便道，也是後續嚴重事故發生的肇端[37]。
  - 4月7日
    - 08時35分，臺灣世曦技師首次進入隧道檢視結構
    - 09時45分，初步完成控制測量。
    - 16時55分，臺灣世曦二度進入隧道進行「內空光達掃描」作業。
    - 21時，完成隧道掃描工作。

  - 8月23日，運安會公告太魯閣號事故事實資料報告[55]。

- 2022年：
  - 5月10日，運安會公告《0402臺鐵第408次車清水隧道重大鐵道事故調查報告》。[56]

#### 立法院調查
2021年4月8日，立法院交通委員會邀集相關部會，就太魯閣號事故案件報告與備質詢。會中運安會主委楊宏智透露，初步調查可能是怪手欲拖出卡在樹叢的工程車（吊卡車），然而操作不當導致工程車整台掉下去，現場除了李義祥之外還有助理駕駛，而後續採集到的事證指向肇事者應為工地負責人李義祥本人。

#### 交通部調查
- 2021年：
  - 7月18日，交通部公布《408次太魯閣號事故行政調查報告》，指出台鐵有5項未落實管理的疏失，調查報告中懲處部分，與台鐵考成會5月通過並公布的名單相同，最高層級是台鐵副局長。[58]

#### 臺鐵局內部行政懲處
- 2021年：
  - 4月3日，因應2日之事故狀況，台鐵局後續將全線全面盤查軌道入侵可能地點，未達標準者暫緩復工。
  - 4月7日，時任中華民國勞動部部長許銘春表示，暫停邊坡施工工程，臺鐵六年改善計畫尚有223處標案工程正在進行，勞動部預計一個月內全面檢視其標案之工安安全度。
  - 事發後，社會輿論對於台鐵監督管理機制失靈、工程陋習、政府公共工程與政府採購法等爭議提出質疑，以及未來台鐵是否應企業化、公司化或民營化等議題進行討論。
  - 5月26日，台鐵局副局長、總工程司、處長、段長等共12人受到懲處；負責督導工務的台鐵副局長朱來順記過1次，臺鐵花蓮工務段段長戴金原記大過1次，臺鐵工務處處長陳仲俊、臺鐵花蓮工務段施工主任熊德育及花蓮工務段工程承辦人潘堂益記過2次，其他相關人員分別是記過及記申誡。

#### 監察院彈劾、糾正
- 2022年：
  - 9月6日，監察院經監委討論針對408車次太魯閣號列車出軌相關違失人員，包括台鐵局前局長張政源、交通部常務次長兼任台鐵局前代理局長祁文中，以及工務處前處長陳仲俊提案彈劾，9月5日經審查委員審查通過3人彈劾案，移送懲戒法院審理[59]。
  - 9月13日，監察院交通及採購委員會通過監委葉宜津等人提案，糾正交通部及台鐵局、鐵道局；本案凸顯工程管理制度問題，請公共工程委員會會同內政部營建署共同檢討查處。[60]

## 司法調查與追究
嫌疑人李義祥經檢察官起訴涉犯《政府採購法》第87條第5項前段借牌投標罪、《中華民國刑法》第276條過失致死罪、第184條第3項、第1項過失毀壞軌道罪、第185條之4肇事逃逸罪，並移送併辦《中華民國刑法》第284條前段過失傷害罪。
嫌疑人華文好（越南籍）經檢察官起訴涉犯《中華民國刑法》第276條過失致死罪、第184條第3項、第1項過失毀壞軌道罪，並移送併辦《中華民國刑法》第284條前段過失傷害罪。

### 2021年
- 4月3日，臺灣花蓮地方檢察署聲請羈押義祥工業社負責人李義祥[61]。同日，臺灣花蓮地方法院裁定李義祥以新台幣50萬元交保並限制住居[62]。

- 4月4日
  - 臺灣花蓮地方檢察署提出抗告，臺灣高等法院花蓮分院裁定撤銷交保，發回地院重裁[63]。

- - 20時，重裁李義祥羈押禁見，庭長黃鴻達表示，李義祥涉犯《中華民國刑法》過失致死罪情節重大，有湮滅證據（英语：Tampering with evidence）、勾串共犯或證人疑慮，羈押2個月[64]。

- 4月8日，臺灣花蓮地方檢察署將事發當日（4月2日）搭乘李義祥所駕駛工程車前往事故工地的越南籍非法移工華文好（外號阿好）以列為「共同被告」緣由，向法院聲請羈押處理，花蓮地方法院同日下午裁准其「羈押禁見」[65][66]。同日，花蓮地檢署之檢調人員另外約談相關負責工程之得標廠商「東新營造」負責人黃平和等13人。

- 4月9日凌晨2時許，黃平和被檢方以涉嫌違反《政府採購法》，檢察官諭令新臺幣5萬元交保，兒子黃文利則被諭令25萬元交保。但由於當時段處深夜時分，無法湊滿檢方原要求之保釋金金額。直至上午6時，其家人勉強湊出4萬元。在檢方更裁及同意下，改以4萬交保，得以順利繳款離開地檢署。其他人員如楊金郎（東新營造甲級營造工程管理技師）因擔任此工地專任工程人員，被依「業務登載不實」等罪，裁以新臺幣5萬元交保。林長清（朝昇土木包工業負責人）被裁以新臺幣3萬元交保，其妻黃梅燕、兒子林偉仁、媳婦則無保釋回[67]。

- 4月10日上午，檢調再增加臺鐵、監造商（聯合大地工程顧問）共4名被告。因其涉犯過失致死、偽造文書等罪嫌，分別諭令監造商（聯合大地工程顧問股份有限公司）監造主任李進福以新臺幣50萬元交保、安全衛生管理人員張齊富財30萬元交保；交通部台灣鐵路管理局花蓮工務段主辦工程司潘堂益30萬元交保、施工主任熊德育15萬元交保[68]。

- 4月16日，檢警機關偵查終結，李義祥等人被以過失致死罪起訴[69][70]。

- 10月22日，臺灣花蓮地方法院裁定，嫌疑人李義祥以60萬元交保及共犯華文好以限制出境、住居責付。臺灣花蓮地方檢察署不服判決提起抗告成功。

- 10月28日，花蓮高分院駁回原裁定並予以撤回，重發地院裁定處置[71]。

### 2022年
- 1月21日，臺灣花蓮地方法院裁定，嫌疑人李義祥以60萬元交保及限制住居，並限制出境、出海8個月及接受適當之科技監控設備8個月；嫌疑人華文好責付予辯護人邱劭璞律師，限制住居，並限制出境、出海8個月及接受適當之科技監控設備8個月[72]。

- 7月11日，臺灣花蓮地方法院今起一連三天開庭，分別就被告台鐵主辦工程司潘堂益、中棪工程顧問專案經理郭國振、聯合大地監造主任李進福、安全衛生人員張齊富財等人進行刑事庭審理[73]。

- 11月11日，臺灣花蓮地方法院就公共危險等案一審宣判，承包商李義祥應執行判處7年10月，台鐵主辦工程司潘堂益則依公務員登載不實準文書罪、過失致死罪判處應執行8年10月[74]。檢方將針對無罪部分提出上訴[75]。

### 2023年
- 4月10日，臺灣高等法院花蓮分院裁定，嫌疑人李義祥自該日起限制出境、出海及繼續接受適當之科技設備監控8個月；嫌疑人華文好自該日起限制出境、出海及繼續接受適當之科技設備監控8個月。

### 2024年
- 2024年2月27日和3月20日凌晨，會同台鐵、花蓮地檢署重返事發地，發現許多遺骸及遺物，經鑑識比對確認是當初11名罹難者的遺骸[76][77]。

### 2025年
- 5月29日，臺灣高等法院花蓮分院二審宣判李義祥，12年6月。

## 影響

### 全民健康保險
衛生福利部中央健康保險署宣布，破例允許該事故之傷患若無健保卡或無法付款，可在健保特約醫療院所直接就醫。

### 交通
交通受損情形包括太魯閣號出軌，致北迴線東正線中斷（軌道受損500公尺）、第1車廂至第2車廂及第3車廂一半在隧道外，其餘卡在隧道內、電桿1根傾倒、電車線扯落150公尺和導電軌400公尺扯落。中華民國交通部部長林佳龍於4日晚間宣布，後續須確認隧道結構狀況及配合相關事故調查，最快預定同年4月底恢復雙向運行。
公路疏運處理
4月2日下午13時，交通部公路總局協調10部遊覽車於清水隧道旁協助疏運作業，2輛於清水隧道北口處、8輛於南口處。第1輛遊覽車於12時35分接駁約45人，第2輛遊覽車於12時48分接駁43人。至下午18時止，清水隧道疏運（7趟次/230人）；另臺東縣政府請求公路總局（3趟次，另加計程車載運，共計31人）。 至下午19時止，花蓮縣災害應變中心（花蓮消防局）統計協助疏運人數，共計載送 261人。
台鐵行車運轉
以北迴線西正線（新清水隧道）單線雙向運行，慢行通過事故地點
自4月7日起至4月19日止，408次列車暫時改為普悠瑪自強號行駛，此次代打亦包含關聯運用的426、421、441次。
| 日期    | 影響列次（列次） | 影響總時數（分） | 受影響旅客數（人） | 平均延誤（分/列次） |
| ------- | ---------------- | ---------------- | ------------------ | ------------------- |
| 4月2日  | 96               | 6,868            | 25,681             | 72.0                |
| 4月3日  | 93               | 3,108            | 18,608             | 33.0                |
| 4月4日  | 109              | 2,248            | 22,950             | 21.0                |
| 4月5日  | 101              | 2,006            | 25,264             | 20.0                |
| 4月6日  | 65               | 927              | 13,990             | 14.0                |
| 4月7日  | 81               | 692              | 12,675             | 8.5                 |
| 4月8日  | 62               | 788              | 7,619              | 13.0                |
| 4月9日  | 79               | 1,421            | 14,320             | 18.0                |
| 4月10日 | 91               | 1,658            | 15,300             | 18.0                |
| 4月11日 | 73               | 1,119            | 14,529             | 15.0                |
| 4月12日 | 65               | 850              | 9,990              | 13.0                |
| 4月13日 | 41               | 477              | 6,626              | 12.0                |
| 4月14日 | 56               | 698              | 7,047              | 12.0                |
| 4月15日 | 58               | 707              | 8,866              | 12.0                |
| 4月16日 | 64               | 936              | 14,034             | 15.0                |
| 4月17日 | 77               | 1,033            | 14,283             | 13.0                |
| 4月18日 | 70               | 1,024            | 13,506             | 15.0                |

- 附註：資料截止日：至4月19日 7時30分止。

### 人員傷亡
事故列車共搭載498名人員，包含司機員2名、車長1名、清潔人員1名、座票乘客372名及站票乘客122名。本次事故造成含2名司機員共49人死亡，含清潔人員1名共213人受傷。受傷情形如下表：
| 傷亡情況 | 司機員 | 車長 | 清潔人員 | 乘客 | 總計 | 總計    |
| -------- | ------ | ---- | -------- | ---- | ---- | ------- |
| 死亡     | 2      | 0    | 0        | 47   | 49   | 49      |
| 重傷     | 0      | 0    | 0        | 3    | 3    | 共213人 |
| 中傷     | 0      | 0    | 1        | 15   | 16   | 共213人 |
| 輕傷     | 0      | 0    | 0        | 194  | 194  | 共213人 |
| 無傷     | 0      | 1    | 0        | 235  | 236  | 236     |
| 總計     | 2      | 1    | 1        | 494  | 498  | 498     |

| 屬性 | 國籍     | 分類                   | 罹難 | 受傷 |
| ---- | -------- | ---------------------- | ---- | ---- |
| 乘員 | 中華民國 | 司機員                 | 2    | -    |
| 乘員 | 中華民國 | 列車長                 | -    | 1    |
| 乘客 | 中華民國 | (乘客計)               | 44   | 239  |
| 乘客 | 中華民國 | 縣市別（確定人數）     |      |      |
| 乘客 | 中華民國 | [ 88 ]                 | (7)  | (26) |
| 乘客 | 中華民國 | 新北市                 | (14) | (65) |
| 乘客 | 中華民國 | 桃園市                 | (4)  | (30) |
| 乘客 | 中華民國 | 新竹縣                 | (-)  | (4)  |
| 乘客 | 中華民國 | 新竹市                 | (-)  | (2)  |
| 乘客 | 中華民國 | 宜蘭縣                 | (1)  | (-)  |
| 乘客 | 中華民國 | 花蓮縣                 | (5)  | (17) |
| 乘客 | 中華民國 | [ 94 ]                 | (8)  | (61) |
| 乘客 | 中華民國 | 臺中市                 | (-)  | (1)  |
| 乘客 | 中華民國 | 雲林縣                 | (-)  | (1)  |
| 乘客 | 中華民國 | [ 97 ]                 | (2)  | (-)  |
| 乘客 | 中華民國 | 高雄市                 | (1)  | (-)  |
| 乘客 | 非本地籍 | 美国                   | 2    | -    |
| 乘客 | 非本地籍 | 法國                   | 1    | -    |
| 乘客 | 非本地籍 | 日本                   | -    | 2    |
| 乘客 | 非本地籍 |                        | -    | 1    |
| 乘客 | 非本地籍 | 中华人民共和国         | -    | 1    |
| 乘客 | 非本地籍 | 中华人民共和国（澳門） | -    | 1    |
| 共計 | 共計     | 共計                   | 49   | 245  |

| 屬性 | 國籍           | 罹難 | 受傷 |
| ---- | -------------- | ---- | ---- |
| 乘客 | 法國           | 1    | -    |
| 乘客 | 美国           | 2    | -    |
| 乘客 | [ 102 ]        | -    | 2    |
| 乘客 | 日本           | -    | 2    |
| 乘客 | 澳門           | -    | 1    |
| 乘客 | 中华人民共和国 | -    | 1    |
| 乘客 | 中華民國       | 44   | 210  |
| 乘員 | 中華民國       | 2    | 1    |
| 共計 | 共計           | 49   | 216  |

至2021年4月17日下午15時止，總乘車人數共498人（含座位票372人、站位票122人〈含車上補票2人、乘務員3人、清潔員1人〉總計罹難49人，受傷245<247>人）。罹難者中有美國籍2人和法國籍1人據了解，袁姓司機員原為普悠瑪號司機員，此次休假因調度值勤改駕駛太魯閣號。惟2018年普悠瑪翻車事故發生時，其排班表顯示為休假狀態。
死傷者多數為台東人，370名實名制乘客，320名乘客均為台東身分證（V開頭）。少數為觀光客。台東車站站長楊舜安說，1個V開頭，可訂4張票，有可能幫別人訂。下修實名台東乘客為59人。根據中華民國教育部統計，此事件造成60名師生傷亡，其中15人罹難（2名美籍教師、1名職員、12名學生）；另45人受傷住院，包含4名教師、2名職員、39名學生。
因應此次事故，新城（太魯閣）車站封站並做為臨時停屍間，由檢察官勘驗屍體，等待後送花蓮殯儀館。而臨近的崇德車站則做為急救站和傷者轉運站。

### 悼念

#### 列車鳴笛悼念
4月8日，事故後第七天，台鐵全線共120列次之列車於袁姓司機員與江姓助理司機員所駕駛的408次太魯閣自強號發生事故的9時28分於各地同時鳴笛五秒，其中袁姓司機員家鄉豐原車站有一列3187次EMU800型區間車（EMU8xx）正在進站與待避，鳴笛30秒同時有豐原站站務員廣播以悼念司機員，而多數列車行經事故現場旁西正線時亦會自主鳴笛悼念。

#### 台鐵官網悼念
4月2日起，台鐵官網以全黑畫面輪播。

### 海外親屬返臺探病/奔喪專案
中央流行疫情指揮中心記者會當日亦暫停舉辦一次。由於事件發生時正處於嚴重特殊傳染性肺炎（COVID-19）流行期間，疫情指揮中心於4月4日表示，指揮中心因應此次事故啟動「0402太魯閣列車事故返臺探病/奔喪專案」，以利事故罹難者及傷者之海外親屬返臺探病及奔喪。

### 賠償與保險理賠
《鐵路法》
第62條
鐵路機構因行車及其他事故致人死亡、傷害或財物毀損喪失時，負損害賠償責任。
前項鐵路行車及其他事故之發生，如能證明非由於鐵路機構之過失者，對於人之死亡或傷害，仍應酌給卹金或醫藥補助費。但事故之發生係出於受害人之故意或過失行為者，不在此限。
前二項損害賠償、卹金或醫藥補助費發給基準、方式及其他相關事項之辦法，由交通部定之。
第63條
鐵路旅客之運送，應依交通部指定金額投保責任保險。
《鐵路機構行車與其他事故損害賠償及補助費發給辦法》
第2條

鐵路機構因行車及其他事故致人死亡、傷害或財物毀損、喪失之損害賠償、卹金或醫藥補助費發給，除法律另有規定外，依本辦法之規定。

#### 台鐵賠償

##### 慰問金與損害賠償
依據《鐵路機構行車與其他事故損害賠償及補助費發給辦法》、《交通部臺灣鐵路管理局行車及其他事故特別濟助金發給基準》辦理賠償事宜。
對於本次事件的罹難者，臺鐵每位賠償死亡慰問金新臺幣10萬、死亡賠償金新臺幣250萬以及特別濟助金新臺幣280萬；重傷傷患，臺鐵每位賠償受傷慰問金新臺幣5,000元、重傷賠償金新臺幣140萬以及特別濟助金100萬；輕傷傷患，臺鐵每位賠償受傷慰問金新臺幣5,000元、輕傷賠償金新臺幣40萬以及特別濟助金新臺幣20萬。
截至2023年（民國112年）8月31日止，事故罹難49位旅客均已完成和解，受傷旅客309人已和解300名（不同意和解7位、提出告訴2位）。臺鐵局表示會持續推動安全改革各項「臺鐵安全改革說明會」。

### 降半旗

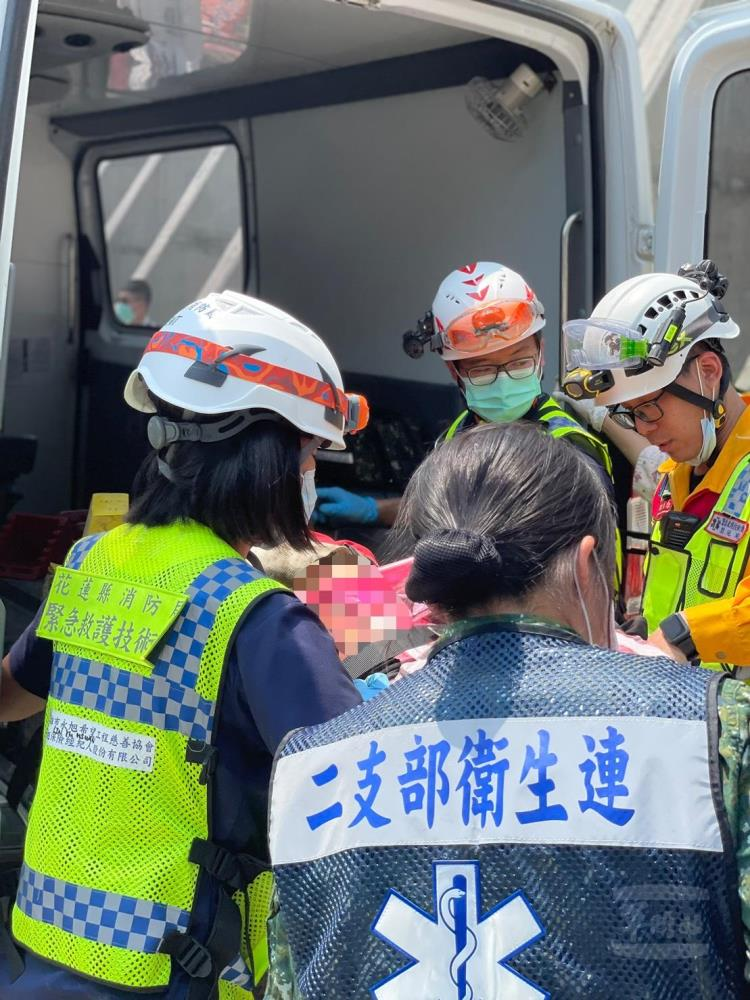
中華民國國軍支援救災

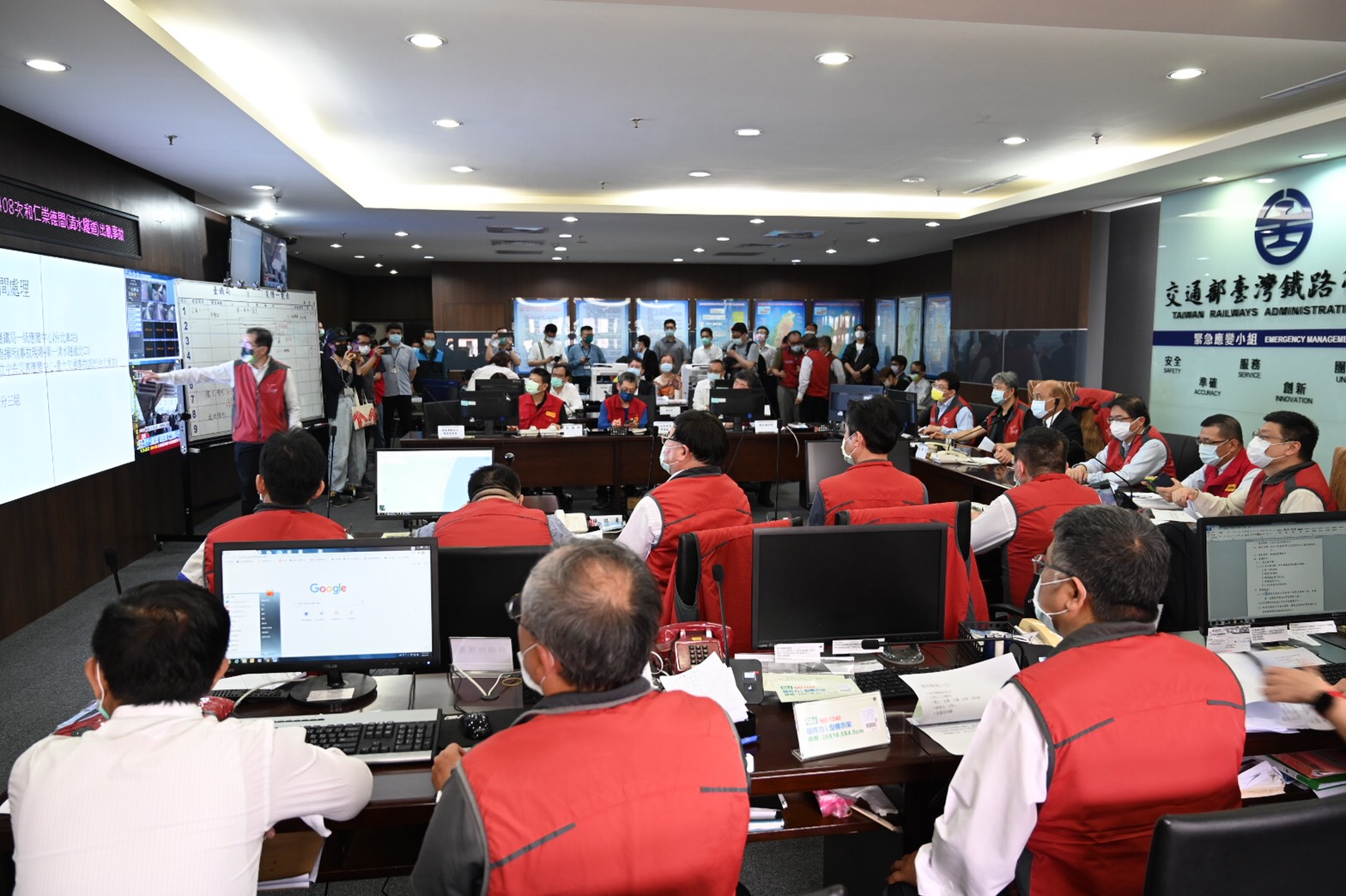
時任中華民國行政院院長蘇貞昌前往臺鐵災害應變中心視察並聽取報告

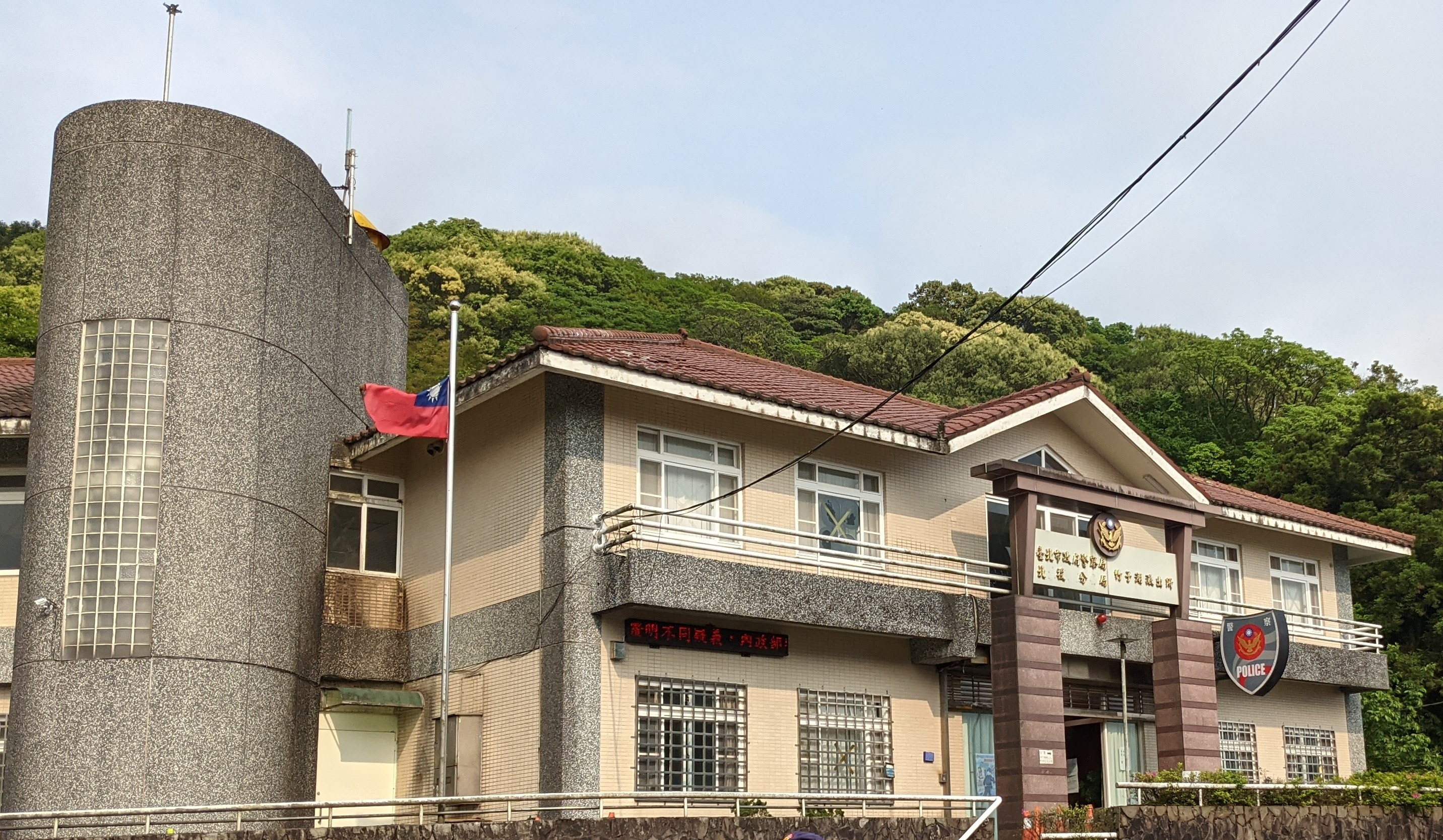
臺北市政府警察局北投分局竹子湖派出所在事後將中華民國國旗降半旗

行政院表示4月3日起，中華民國國旗降半旗三日哀悼。

### 車輛運用
事故後，因事故編組TEMU1013+1014嚴重損毀停用，另有TEMU1000型電聯車可上線運轉車輛數不足等因素，4月7日起至4月19日止除408次改由普悠瑪列車替駛外，相同編組運用之426、441、421、405、436次均改由普悠瑪列車替駛，此後上述班次雖表定由TEMU1000型電聯車行駛，仍時常臨時改由普悠瑪列車替駛，此外另一運用的230、285、278、219、248、227、234、207車次偶爾亦會改由普悠瑪列車替駛，至同年9月22日起，台鐵將原426、441、408、421、436、405次運用，除426、441次仍由TEMU1000型電聯車行駛外，調整為由普悠瑪列車固定代替行駛，旅客資訊系統顯示亦更動為普悠瑪自強號，名義上前述車次仍是配屬TEMU1000型電聯車之運用（此時運用全數7組由6組變更為5組上線運轉以減輕車輛運用壓力）。另自2021年12月29日改點，配合新城際列車EMU3000型正式載客營運將原TEMU1000型電聯車表定運行之408、421、426、441車次改由EMU3000型城際列車營運，而未改由EMU3000型營運的436、405次則恢復由TEMU1000型電聯車行駛。

## 事故後改革

### 組織改革
因台鐵於2018年、2021年皆發生重大死傷事故，政府決心立法推動台鐵局企業化、公司化的組織改革。
2022年5月27日，立法院三讀通過《國營臺灣鐵路股份有限公司設置條例》，為台鐵的組織改革提供法源依據。
2024年1月1日，台鐵局改制為國營臺灣鐵路股份有限公司，並規劃在公司董事會下設置「安全管理委員會」，以落實及考核台鐵的營運安全。
官網專區
台鐵局於官網首頁設置「0402臺鐵事故專區」，時任台鐵局局長杜微宣示「行車運轉零事故」為目標，並提出7點承諾。

#### 安全憲章
2024年1月1日0時起，交通部臺灣鐵路管理局改以公司化為「國營臺灣鐵路股份有限公司」。由首任董事長、總經理簽署公布《安全憲章》，張貼於臺鐵公司大樓大門守衛室外。
《國營臺灣鐵路股份有限公司安全憲章》
我們不會忘記2018年10月21日第6432次和2021年4月2日第408次的列車出軌事故，基於維護寶貴生命所賦予的責任，及確保行車安全的使命與決心，制定本安全憲章，建構完善的安全管理系統(SMS)，營造安全無虞的營運環境，各級主管與全體員工均負確保安全之責。
一、安全是公司營運最重要的使命，公司必須確實達成。
二、形塑安全文化，確保員工及承攬商獲得充分的安全資訊及訓練，使全員皆能瞭解及落實本身應盡之安全責任。
三、嚴格遵守規章，嚴謹工作紀律，充分聯繫溝通，確保營運安全。
四、重視人因管理，完善工作程序，防止人為疏失。
五、優化車路設備，落實安全維護，提升營運效能。

六、當有疑慮時，以旅客生命安全為最優先考量，採取最安全的行動。

### 行車安全
緊急電話
發生本次事故後，台鐵局宣導使用緊急電話「0800-800-333」，而有民眾反映號碼過長，緊急時刻較難記得，因此台鐵向國家通訊傳播委員會申請「19XY」簡碼，將緊急電話的號碼改為「1933」。新緊急電話於2021年12月3日正式啟用，直通綜合調度所，由調度員接聽，可即時以行調電話通知站務人員、列車長、司機員因應。

## 爭議
勞工安全
網友發現網路相關新聞資料照（2021年4月3日報導）中，部分搶修工程人員於車廂體吊掛作業時，並未依規定穿著制服、隨身配戴反光背心、安全帽及身繫防墜繩等物，此已違反《職業安全衛生法》、《職業安全衛生法施行細則》之法規條例「...在合理可行範圍內，採取必要之預防設備或措施，使勞工免於發生職業災害。」、「...有致其生命、身體及健康受危害之虞，並可採取必要之預防設備或措施者。」。
運安會調查報告
《報導者》在運安會於2022年5月10日提出的最終調查報告後，依據《運輸事故調查法》第五條、以及運安會內部的「事故調查分級與時程規劃一覽表」，對運安會的結案報告，指出調查2大爭議與3大疏漏，以及在沒有完整的模擬驗證下即結案，質疑運安會避重就輕，縮短調查時間。運安會對於質疑則回應：「報告全文上網，隨時接受各界指教」。
搜索疏漏
2023年8月31日，太魯閣事故罹難者家屬自救團體「太魯閣的眼淚」發言人王薇君，在陪同福知山線事故相關人員前往臺鐵富岡基地內的暫存紀念園區悼念罹難者時，意外於第八節保存車廂內發現疑似頭蓋骨遺骸，桃園地檢署獲報後，同年9月1日會同鐵路警察，重新勘驗第八節和第七節事故車廂，桃園地檢署檢察官康惠龍說明結果，共找到18片遺骸及2顆牙齒已送檢驗，另找到的非車廂物品94件由台鐵公告招領。時任主辦案件的花蓮地檢署檢察長（現為桃園地檢署檢察長）俞秀端回應，當時檢警確實已經盡全力搜救。花蓮地檢署主任檢察官蔡勝浩表示，目前正在進行二審，後續會靜待鑑定結果因應，相信當時都是盡心盡力蒐證。交通部長王國材指出，當時台鐵處理原則是全車原狀保留，在運安會調查完成後沒有在車廂內做第二次處理，確實有疏失；臺鐵局長杜微對於臺鐵只做保存，卻疏於其他更重要的事而致歉。國民黨立委洪孟楷認為，經手的單位全都有責任，行政部門該要檢討哪個環節出錯，新一期立法院議會開議時請交通部長給予相關報告
。9月4日，基隆地檢署會同鐵路警察，前往七堵機務段，重新檢視放置於此的第一至第六節事故車廂，找出共計10餘袋的非車廂物品，將進一步送驗釐清。對於再找出的遺骸及遺留物，罹難者家屬委任律師陳孟秀於5日再度發言，指名運安會提出疑問。9月6日，行政院臨時召開檢討會議，罹難者家屬代表提出兩點疑問，要求與會單位對疑問給出回覆。法務部於12日證實，經鑑定確認均為當年罹難者，法醫所已完成大部分的工作，將正式報告整理完成後，會送交由檢方處理。9月21日，臺鐵局公告，到9月18日止，分三階段會同相關單位及人員，全面清查事故車輛，因此事件並同時清查普悠瑪號事故車廂，並將車廂清理整理完畢。總計再找出的遺留物已上網公告。疑似遺骸的部分，因為偵查程序不便公開，確認罹難者後由地檢署通知家屬。

### 台灣相關鐵道事故
- 臺鐵重大死傷事故列表
- 2018年普悠瑪列車出軌事故
- 臺中捷運塔吊撞擊事故

### 同為撞擊建築物之事故
- JR福知山線出軌事故

## 外部連結
- 「0402臺鐵第408次太魯閣號事故」專區（页面存档备份，存于）
- 花蓮縣政府0402臺鐵事故專區 （页面存档备份，存于）
- 運安會公布第408次太魯閣號 行車紀錄器撞擊畫面
- 聯合大地工程顧問股份有限公司台灣公司資料 （页面存档备份，存于）
- 中棪工程顧問股份有限公司台灣公司資料 （页面存档备份，存于）
- 東新營造有限公司台灣公司資料 （页面存档备份，存于）
- 義祥工業社台灣公司資料 （页面存档备份，存于）
- 運安會發布0402臺鐵第第408次車清水隧道重大鐵道事故事實資料報告 （页面存档备份，存于）